# Éric Lamaze
Pour les articles homonymes, voir Lamaze.
Éric Lamaze, né le 17 avril 1968 à Montréal, est un cavalier canadien et champion olympique de saut d'obstacles. Il est jusqu'à présent le seul cavalier canadien à avoir gagné une médaille d'or dans cette discipline aux Jeux Olympiques.
Lamaze est demeuré premier cavalier du classement FEI pendant trois ans après les Jeux olympiques de Pékin[réf. nécessaire]. En 2016, Lamaze est 10e au classement mondial.

## Biographie

### Enfance et adolescence
Éric Lamaze excellait au tennis avant de délaisser cette discipline pour l'équitation. Diane Dubuc, instructeur émérite, l'initie à ce sport et découvre le potentiel du jeune garçon d'à peine 10 ans. Elle conseille à sa mère d'acquérir un cheval qui permettra à son fils d'acquérir de l'expérience. Éric monte alors Aborigen, un cheval très grand pour lui et ils gagnent dans la catégorie hunter. Le « petit » cavalier se fait ensuite remarquer en montant d'autres chevaux de chasse. Suivront de nombreuses victoires en saut d'obstacles, à la suite de quoi le jeune Éric se rend aux États-Unis pour se perfectionner, avant de revenir au Canada.

### Ascension dans le milieu équestre
Il devient membre de l'équipe canadienne de saut d'obstacles en 1993, et participe à 5 éditions des Championnats du monde en 1994, 1998, 2002, 2006 et 2010.
À l'occasion de sa qualification aux Jeux olympiques d'Atlanta, il est contrôlé positif à la cocaïne et est suspendu pour 4 ans. Sa peine est ensuite diminuée à 7 mois grâce à l'intervention d'un juge canadien du Centre pour l'éthique et le sport en raison de ses antécédents familiaux. Éric Lamaze est cependant contrôlé à nouveau positif en 2000 à l'éphédrine. Banni à vie des compétitions, il replonge dans la drogue avant d'être une fois de plus contrôlé positif à la cocaïne. Le même juge qu'en 1996 lui permet de retourner à la compétition en invoquant des circonstances atténuantes.
En 2005, en Belgique, il achète son étalon Hickstead, un [KWPN] d'1,60 m au garrot, avec lequel il remporte en 2007 le Grand Prix le plus doté (1 million de dollars) des compétitions de saut d'obstacles au monde, dans le cadre du Masters de Spruce Meadows à Calgary (en Alberta, Canada).
Éric Lamaze est élu cavalier de l'année 2007 au Canada. 2008 est l'année de la consécration : il devient avec Hickstead champion olympique en individuel à Pékin (Chine) et obtient la médaille d'argent par équipe. En 2010, il obtient avec son étalon KWPN la médaille de bronze en individuel aux Jeux équestres mondiaux à Lexington (États-Unis) durant l'épreuve tournante traditionnelle, à l'issue de laquelle son cheval obtient le titre de meilleur cheval de la compétition et de meilleur cheval du monde. Éric est à la tête d'une écurie de concours, la Torrey Pines Stable, à Schomberg et aussi propriétaire de Ashland Stables a Montréal, où il coache plusieurs cavaliers, entraîne des chevaux pour le plus haut niveau et pratique le commerce de chevaux de sport. Ses autres occupations sportives sont le squash. le tennis et le golf.

### Décès de Hickstead
Victime d'une rupture de l'aorte, Hickstead, âgé de 15 ans, décède le 6 novembre 2011 lors de la 4e étape du Grand Prix Coupe du monde de Vérone (Italie) au terme d'un parcours avec 4 points de pénalité. Le cheval s'écroule au moment de sortir de la piste, l'épreuve est interrompue puis annulée avec l'accord du public choqué et des cavaliers. Un hommage est alors rendu à l'équidé, qualifié comme « le meilleur du monde » de son vivant.
Durement affecté par la perte de sa meilleure monture, Éric Lamaze songe à se retirer définitivement de la compétition.

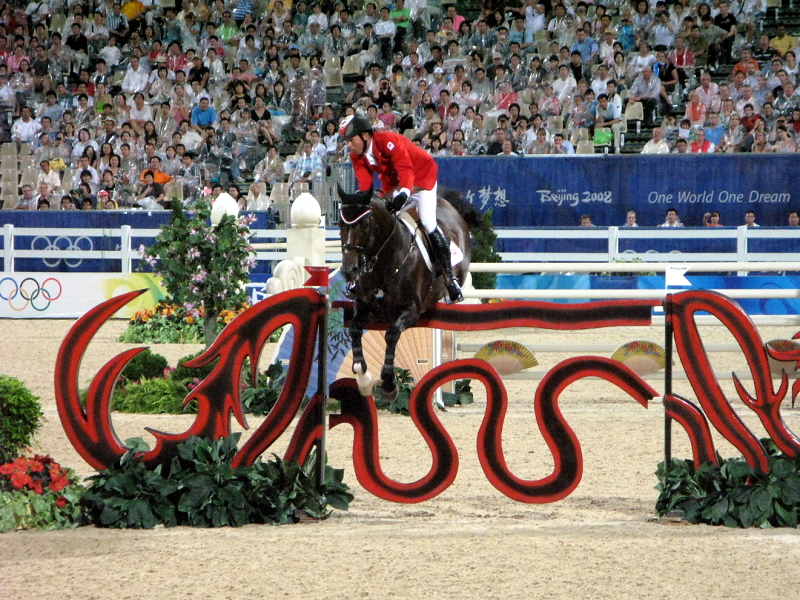

## Après Hickstead
Les 2, 3 et 4 décembre 2011 au Gucci Masters, Éric Lamaze fait son retour en Europe et dispute notamment la finale Rolex IJRC Top ten avec Coriana Van Klapscheut, avec qui il termine second, derrière Billy Twomey, ainsi que le barrage du Grand Prix, au cours duquel il fait tomber une barre.
Le week-end suivant à Genève il monte Hérald (monture d'un de ses élèves) avec qui il termine deuxième du défi des champions.
Pour participer aux Jeux olympiques de Londres, il cherche un ou plusieurs chevaux ayant le niveau international et qui lui permettraient de pouvoir défendre son titre. Il se voit confier un jeune étalon hanovrien, Scendix, dont il se sépare finalement en juillet 2012. Il acquiert au cours du mois de décembre 2011, Verdi, un hongre gris KWPN (Heartbreaker x M. Blue) et Luikka (Luidam x Renville) jument baie AES, tous âgés de 9 ans. 
Les Jeux Olympiques de Londres ne réussiront pas au cavalier canadien qui finira 29e aux saut d'obstacles en individuel et 5e en par équipe. 
Il lui faudra attendre 2016 et les Jeux de Rio pour renouer avec un podium olympique. Il se hissera sur la troisième marche lors de l'épreuve individuelle de saut d'obstacles pour décrocher la médaille de bronze avec sa jument Fine Lady 5. 

## Palmarès mondial
- 1999 :  Médaille de bronze par équipe aux Jeux panaméricains de Winnipeg au Canada avec Kalhua.
- 2006 : 3e du Grand Prix CSI-5* d'Aix-la-Chapelle en Allemagne avec Hickstead.
- 2007 :  Médaille de bronze individuelle  et  Médaille d'argent par équipe aux Jeux panaméricains de Rio de Janeiro au Brésil avec Hickstead.
- 2008 :
  -  Médaille d'or individuelle et  Médaille d'argent par équipe aux Jeux olympiques de Pékin en Chine.
  - 2e du Grand Prix CSI-5* de Madrid en Espagne, 4e du Grand Prix du CSIO de Lummen en Belgique et 2e du CSI-5* du RIDE de Deauville avec Hickstead.
- 2009 : 2e du Grand Prix du CSIO-5* de Spruce Meadows au Canada, vainqueur de l'Equita'Masters GPA à Lyon et 3e du Top Ten de Paris avec Hickstead.
- 2010 : 
  - vainqueur du Grand Prix du CSIO-5* d'Aix-La-Chapelle (Allemagne)
  -  Médaillé de bronze en individuel aux Jeux équestres mondiaux de 2010 à Lexington (États-Unis) avec Hickstead.     Eric Lamaze et Coriana van Klapscheut - CSIW5* Prix Equidia - Equita'Lyon - 30 octobre 2011.
- 2011 : 

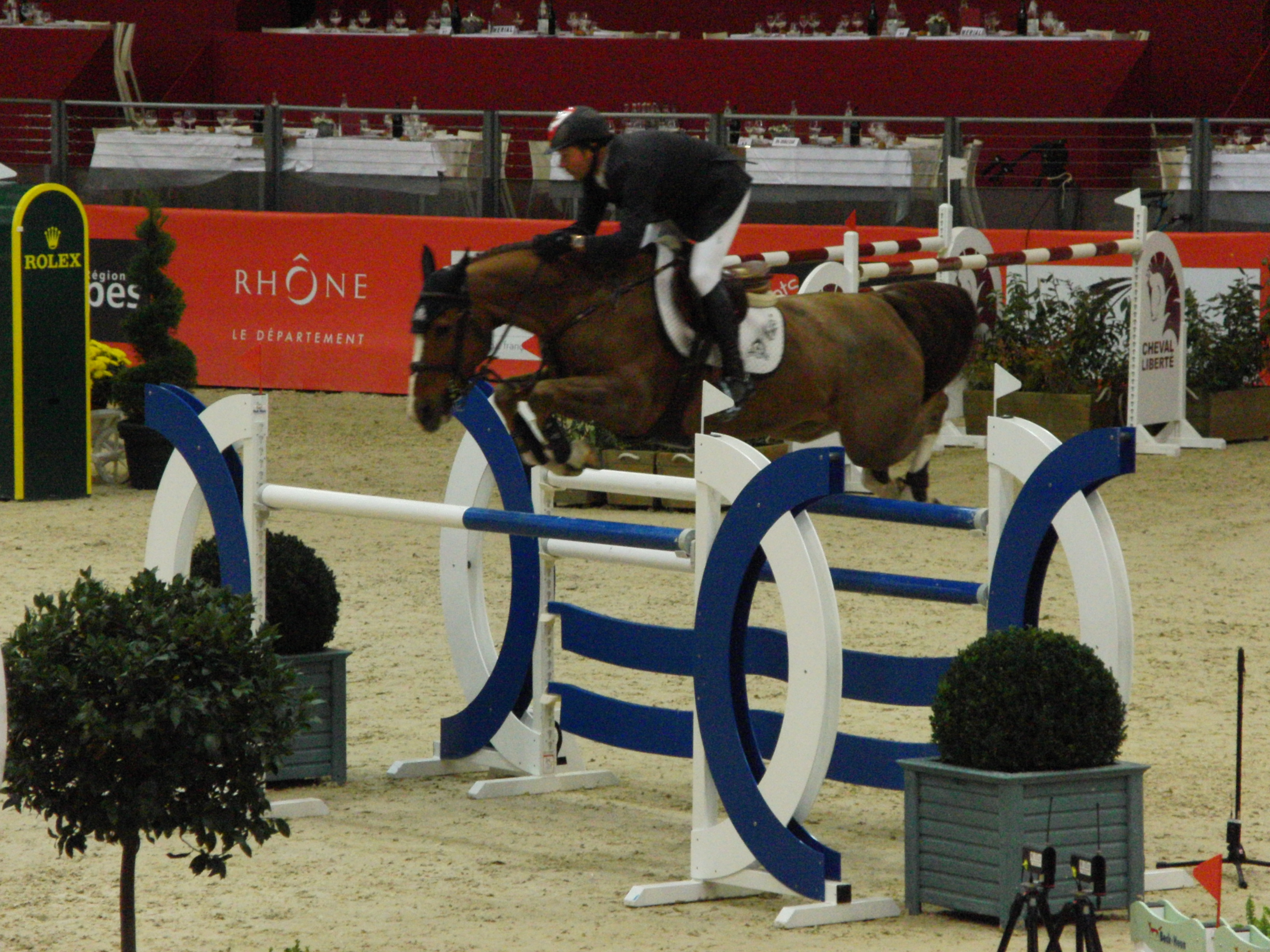
Eric Lamaze et Coriana van Klapscheut - CSIW5* Prix Equidia - Equita'Lyon - 30 octobre 2011.

  - 2e de la finale de la Coupe du monde à Leipzig (Allemagne).
  - vainqueur des Grand Prix des CSIO-5* de La Baule (France) et Rome (Italie) avec Hickstead.
- 2016 :  Médaille de bronze individuelle aux Jeux Olympiques de Rio au Brésil.

Sources : site du Grand Prix de Calgary , Jump Canada , Biographie d’Éric Lamaze sur Jump Canada , Classement de la finale Top RIDE de Deauville 